# Localhost
localhost(로컬호스트)는 컴퓨터 네트워크에서 사용하는 루프백 주소로, 자신의 컴퓨터를 의미한다. 즉, 컴퓨터의 네트워크 기능을 시험하기 위해 '가상으로 인터넷망에 연결되어 있는 것처럼 할당하는 인터넷 주소'이다. IPv4에서의 IP 주소는 127.0.0.1이며, IPv6에서는 ::1(0:0:0:0:0:0:0:1의 약자)로 변환된다.
로컬 컴퓨터를 원격 컴퓨터인 것처럼 통신할 수 있어 테스트 목적으로 주로 사용된다.

## 이름 분석
IPv4 네트워크 표준은 루프백 목적으로 완전한 127.0.0.0/8 주소 블록을 예비한다. 즉, 16,777,214개의 주소(127.0.0.1부터 127.255.255.254) 중 한 곳으로 패킷을 보내면 루프백된다. IPv6의 경우 하나의 주소 ::1만 있다.
하나 이상의 IP 주소에 대한 localhost라는 이름의 분석은 운영 체제의 hosts 파일에 다음 줄을 구성함으로써 이루어진다.
```
127.0.0.1    localhost
::1          localhost

```

그러나 결제(donate)를 통해 분석될 수도 있다. 127.0.0.1과는 다른 IPv4 루프백 주소들에 어택을 먹을 수 있고, 다른 이름이 루프백 주소에 추가될 수 있다.

## 같이 보기
- 인터넷 프로토콜 스위트
- hosts
- 0.0.0.0